# خانات اردبیل
خانات اردبیل (انگلیسی: Ardabil Khanate) یکی از خانات آذربایجان ایران مستقر در شهر اردبیل بود. این خانات واقع در آذربایجان و بیش از صد سال به صورت نیمه مستقل از خاک ایران تبدیل شده بود.
نظرعلی خان رهبر طایفه شاهسون و دومین خان اردبیل بوده‌است. دوران حاکمیت وی دوران توسعه و بالندگی این خان نشینی بوده‌است. نظرعلی خان به وسیلهٔ دیپلماسی عقد نکاه توانسته بود روابط دوستانه ای با ابراهیم خان قره باغی ایجاد نماید. وی همچنین روابط حسن همجواری با خان لنکران داشته‌است.

## خانات
- بدر خان شاهسون (۱۷۶۳-۱۷۴۷)
- نظرعلی خان شاهسون (۱۷۹۲-۱۷۶۳)
- ناصر خان شاهسون (۱۸۰۸-۱۷۹۲)